# Marefa
Marefa (на арабски: المعرفة, в превод „знание“) е уики, онлайн енциклопедия на арабски език. Тя използва софтуерната система за организиране и управление на съдържание „МедияУики“, подобно на Уикипедия. Създадена е от Найел Шафи на 16 февруари 2007 г. Разполага със сродни проекти, които включват документация за ръкописи, източници, съвместни книги, форуми, блогсфера, имейл акаунти (с неограничено съхранение), видео/аудио библиотека.
През септември 2007 г. сайтът получава 25 000 ръкописа и стари книги на арабски шрифт от правителството на Индия. Това са сканирани изображения на книги, съхранявани в Османския университет в Хайдарабад, Индия. Книгите са на арабски, персийски и османотурски език. Веднага след това сайтът ги публикува и ги предоставя безплатно. Университетът на Северна Каролина (UNC) класира сайта на 8-мо място по най-добър източник за арабски ръкописи със забележителни глобални културни центрове на арабското наследство, наред със Сюлейман джамия в Истанбул, и университета Ал-Азхар в Кайро. Асоциацията на библиотекарите в Близкия изток препоръчва Marefa на своите членове, като изтъква за успех придобивката на сайта, на 25 000 арабски и персийски книги и ръкописи от правителството на Индия.